# Sancha Lopes de Baião
Sancha Lopes de Baião (c.1210 – depois de 1256, ou depois de 1258) foi uma rica-dona do Reino de Portugal tendo o seu período de vida abrangido os reinados de D. Sancho I de Portugal, D. Afonso II de Portugal e dos irmãos D. Sancho II de Portugal e D. Afonso III de Portugal, tendo sido provavelmente amante deste último. Foi herdeira e senhora de várias propriedades familiares.

## Primeiros anos
Sancha pertenceu a uma das mais antigas e importantes linhagens portuguesasː a linhagem de Baião, cujo nome provém, como em várias situações, da implantação regional da sua linhagemː o castelo de Baião, na margem direita do Rio Douro. 
Nascida por volta de 1210, era certamente natural de Baião, Penaguião ou Godim, locais onde os seus familiares detinham tenências. Era filha de Lopo Afonso de Baião, filho de Afonso Ermiges de Baião e Teresa Pires I de Bragança, e Aldara Viegas de Alvarenga, filha de Egas Afonso de Ribadouro e da galega Sancha Pais Curvo de Toronho.  
Partilha a posse de vários bens com os irmãos, Afonso Lopes, Diogo Lopes, Fernão Lopes, e ainda outros com os primos, Pedro Ponces, Estevainha Ponces, Sancha Ponces, e Maria Ponces. Contudo, é a única herdeira dos bens maternos.

## Na corte
Não tendo casado, não se terá visto, provavelmente obrigada a tomar alguma posição que contrariasse a família, pelo que terá certamente tomado o partido do conde Afonso de Bolonha contra Sancho II de Portugal.
Sabe-se que estava viva nos meados do século, e talvez frequentasse a corte juntamente com os irmãos. Embora estes não assumissem papéis fundamentais na corte, eram uma das famílias mais destacadas no que concerne à governação do Reino, tendo Afonso, Diogo, Fernão e ainda o seu primo Pedro Ponces governado, no conjunto, um grande número de tenências. Sancha parece ter partilhado um pouco da importância dos irmãos, sendo provável que tivesse sido amante de Afonso III. Esta hipótese é colocada, uma vez que, tal como outras senhoras que o rei tomou para si (como Urraca Abril de Lumiares, Aldonça Anes da Maia, Guiomar Afonso Gato ou Teresa Mendes de Sousa) recebeu uma doação deste. Esta, datada de 31 de agosto de 1256, era de caráter vitalício, devendo as propriedades doadas retornar à coroa após a morte desta.

### Gestão fundiária
Em 1258, as Inquirições Gerais denunciaram a usurpação de vários bens reguengos por parte de Sancha ou dos seus subordinados, demonstrando que seria provavelmente uma das mulheres da família que mais bens usurpou, atividade comparável ou mesmo superior à da sua avó, Teresa Pires I de Bragança, ou da sua prima, Teresa Pires II de Baião. 
Mais tarde, um seu juiz terá sido ouvido numa inquirição relativa a uma contenda entre o Mosteiro de Entre-os-Rios e Gonçalo Anes de Aguiar.

## Morte
Em 1288, já havia falecido, como mostram as Inquirições ordenadas por Dinis I de Portugal, nas quais Sancha é já referida no passado, e não no presente, o que significaria que já estaria morta por esta altura. Não casou nem deixou descendência.